# هایکو (سیستم‌عامل)
هایکو (به انگلیسی: haiku) یک سیستم‌عامل آزاد و متن باز است که از سیستم عامل بی‌اواس؛ الگو گرفته‌است و برای کامپیوترهای شخصی توسعه خواهد یافت و تاکنون دو نسخه آلفا از آن منتشر شده . هایکو به معنای شعر سه سطری ژاپنی است.

## تاریخچه
هایکو با نام openBeOS در سال ۲۰۰۱ منتشر شد، سالی که Be,inc توسط پالم خریدار شد و توسعه BeOS پایان یافت. پروژه openBeOS ایجاد شده بود تا جامعه کاربران BeOS را زنده کند و جایگزینی متن‌باز و آزاد برای آن به وجود بیاورد.

## توسعه
هایکو با زبان c++ توسعه می‌یابد و دارای API شی‌گرا است که KIT نامیده می‌شود

## سازگاری با BeOS
هایکو با BeOS سازگار بوده و نرم‌افزارهای آن را پشتیبانی خواهد کرد.